# Démographie des Pays de la Loire
La démographie des Pays de la Loire est caractérisée par une densité moyenne et une population âgée.
Avec ses 3 879 216 habitants en 2022, la région française des Pays de la Loire se situe en 8e position sur le plan national.
En six ans, de 2015 à 2021, sa population a diminué de près de 8 150 unités, c'est-à-dire de plus ou moins 1 360 personnes par an. Mais cette variation est différenciée selon les cinq départements que comporte la région.
La densité de population des Pays de la Loire, 120,9 habitants par kilomètre carré en 2022, est supérieure à celle de la France entière qui est de 107,1 hab./km2 pour la même année.

## Évolution de la population

### Historique
Le tableau suivant présente artificiellement des données antérieures à la création de la région administrative des Pays de la Loire, fondée en 1956. Avant cette date, cet espace géographique ne représente rien. Le tableau n'a pour but que de permettre de visualiser l'évolution démographique de cette zone.
| Années | Population des départements | Population des départements | Population des départements | Population des départements | Population des départements | Total Pays de la Loire | Évolution |
| Années | Loire-Atlantique            | Maine-et-Loire              | Mayenne                     | Sarthe                      | Vendée                      | Total Pays de la Loire | Évolution |
| ------ | --------------------------- | --------------------------- | --------------------------- | --------------------------- | --------------------------- | ---------------------- | --------- |
| 1801   | 369 305                     | 375 544                     | 305 654                     | 388 143                     | 243 426                     | 1 682 072              |           |
| 1851   | 535 664                     | 516 197                     | 374 566                     | 473 071                     | 383 734                     | 2 283 232              | + 601 160 |
| 1901   | 664 971                     | 515 431                     | 313 103                     | 422 699                     | 441 311                     | 2 357 515              | + 74 283  |
| 1921   | 649 691                     | 475 485                     | 262 447                     | 389 235                     | 397 292                     | 2 174 150              |           |
| 1936   | 659 428                     | 478 404                     | 251 348                     | 388 519                     | 389 211                     | 2 166 910              |           |
| 1946   | 665 064                     | 496 068                     | 256 317                     | 412 214                     | 393 787                     | 2 224 163              |           |
| 1954   | 733 575                     | 518 241                     | 251 522                     | 420 393                     | 395 641                     | 2 320 177              |           |
| 1962   | 803 372                     | 535 122                     | 250 030                     | 443 019                     | 408 928                     | 2 440 471              |           |
| 1968   | 861 452                     | 585 563                     | 252 762                     | 461 839                     | 421 250                     | 2 582 866              |           |
| 1975   | 934 499                     | 629 849                     | 261 789                     | 490 385                     | 450 641                     | 2 767 163              |           |
| 1982   | 995 498                     | 675 321                     | 271 784                     | 504 768                     | 483 027                     | 2 930 398              | + 163 235 |
| 1990   | 1 050 539                   | 704 668                     | 277 748                     | 513 280                     | 508 962                     | 3 055 197              | + 124 799 |
| 1995   | 1 096 033                   | 720 569                     | 281 443                     | 522 462                     | 525 250                     | 3 145 757              |           |
| 1999   | 1 133 247                   | 732 624                     | 285 218                     | 529 782                     | 539 089                     | 3 219 960              |           |
| 2008   | 1 255 871                   | 774 823                     | 302 983                     | 559 587                     | 616 906                     | 3 510 170              | + 290 210 |
| 2009   | 1 266 358                   | 780 082                     | 305 147                     | 561 050                     | 626 411                     | 3 539 048              | +28 878   |
| 2010   | 1 282 052                   | 784 810                     | 306 337                     | 563 518                     | 634 778                     | 3 571 495              | 32 447    |
| 2011   | 1 296 364                   | 790 343                     | 307 031                     | 565 718                     | 641 657                     | 3 601 113              | 29 618    |
| 2012   | 1 313 321                   | 795 557                     | 307 453                     | 567 382                     | 648 901                     | 3 632 614              | 31 501    |
| 2015   | 1 365 227                   | 810 186                     | 307 940                     | 568 445                     | 666 714                     | 3 718 512              | 85 898    |
| 2017   | 1 394 909                   | 813 493                     | 307 445                     | 566 506                     | 675 247                     | 3 757 600              | 39 000    |

Sources : IAURIF, ; SREF.http://www.insee.fr/fr/ppp/bases-de-donnees/recensement/populations-legales/france-departements.asp?annee=2012

### Années récentes
La population régionale connaît une évolution soutenue, liée à sa forte fécondité et à l'attraction qu'elle exerce, donnant lieu à une appréciable immigration de Français d'autres régions et d'étrangers.
| Départements     | Population(2022) | Variation(2022/2016)                       | Superficie(km2) | Densité(hab./km2) |
| ---------------- | ---------------- | ------------------------------------------ | --------------- | ----------------- |
| Loire-Atlantique | 1 473 156        | en évolution de +6,68 % par rapport à 2016 | 6 815           | 216,2             |
| Maine-et-Loire   | 828 151          | en évolution de +2,12 % par rapport à 2016 | 7 166           | 115,6             |
| Vendée           | 706 343          | en évolution de +5,33 % par rapport à 2016 | 6 720           | 105,1             |
| Sarthe           | 566 129          | en évolution de −0,25 % par rapport à 2016 | 6 206           | 91,2              |
| Mayenne          | 305 437          | en évolution de −0,73 % par rapport à 2016 | 5 175           | 59                |
| Pays de la Loire | 3 879 216        | en évolution de +3,79 % par rapport à 2016 | 32 081,8        | 120,9             |
| Source : Insee.  |                  |                                            |                 |                   |

## Naissances et décès par département
Chiffres fournis par l'INSEE,,,.
| Département      | 2000   | 2000   | 2000   | 2004   | 2004   | 2004   | 2005   | 2005   | 2005   | 2006   | 2006   | 2006   |
| Département      | Naiss. | Décès  | Solde  | Naiss. | Décès  | Solde  | Naiss. | Décès  | Solde  | Naiss. | Décès  | Solde  |
| ---------------- | ------ | ------ | ------ | ------ | ------ | ------ | ------ | ------ | ------ | ------ | ------ | ------ |
| Loire-Atlantique | 15 860 | 9 378  | 6 482  | 15 988 | 9 313  | 6 675  | 16 301 | 9 487  | 6 814  | 16 530 | 9 402  | 7 128  |
| Maine-et-Loire   | 10 408 | 6 377  | 4 031  | 10 085 | 6 045  | 4 040  | 10 148 | 6 214  | 3 934  | 10 548 | 5 826  | 4 722  |
| Mayenne          | 4 190  | 2 644  | 1 546  | 3 932  | 2 540  | 1 392  | 3 981  | 2 522  | 1 459  | 4 118  | 2 565  | 1 553  |
| Sarthe           | 6 878  | 5 027  | 1 851  | 6 935  | 4 864  | 2 071  | 6 770  | 5 023  | 1 747  | 7 133  | 4 824  | 2 309  |
| Vendée           | 6 703  | 5 528  | 1 175  | 7 062  | 5 358  | 1 704  | 7 299  | 5 395  | 1 904  | 7 589  | 5 642  | 1 947  |
| Pays de la Loire | 44 039 | 28 954 | 15 085 | 44 002 | 28 120 | 15 882 | 44 499 | 28 641 | 15 858 | 45 918 | 28 259 | 17 659 |

## Fécondité par département
Entre 1999 et 2004, le nombre moyen d'enfants par femme ou indice conjoncturel de fécondité a évolué comme suit pour chaque département et pour l'ensemble de la région :
| Département           | Fécondité 1999 | Fécondité 2000 | Fécondité 2001 | Fécondité 2002 | Fécondité 2003 | Fécondité 2004 |
| --------------------- | -------------- | -------------- | -------------- | -------------- | -------------- | -------------- |
| Loire-Atlantique      | 1,84           | 1,96           | 1,92           | 1,93           | 1,92           | 1,93           |
| Maine-et-Loire        | 1,86           | 2,05           | 1,99           | 1,93           | 1,97           | 1,99           |
| Mayenne               | 2,05           | 2,29           | 2,15           | 2,18           | 2,17           | 2,22           |
| Sarthe                | 1,84           | 1,96           | 1,99           | 1,94           | 2,01           | 2,02           |
| Vendée                | 1,83           | 2,00           | 1,98           | 2,02           | 2,06           | 2,11           |
| Pays de la Loire      | 1,86           | 2,01           | 1,97           | 1,96           | 1,98           | 2,01           |
| France métropolitaine | 1,79           | 1,87           | 1,88           | 1,87           | 1,87           | 1,90           |

Le taux de fécondité de la France métropolitaine était estimé à 1,98 en 2006.
Les Pays de la Loire, de forte tradition catholique[réf. nécessaire] formaient dans les années 1950-1960 l'extrémité occidentale de ce qu'on appelait le « croissant fertile » par allusion à la fertilité des femmes qui y résidaient. Ce croissant de haute fécondité, partait de Vendée et de Bretagne, remontait les côtes de la Manche vers le nord-est et contournait l'Île-de-France par le nord, englobant le Nord-Pas-de-Calais, d'où il s'incurvait vers le sud-est, passant par la Champagne, la Lorraine et l'Alsace, puis s'infléchissait vers le sud et se terminait en Franche-Comté. Aujourd'hui la partie nord-est du croissant s'est affaissée (Lorraine et partiellement Champagne) et ce croissant n'existe donc plus. Cependant tout le nord-ouest de la France depuis la Vendée et la Bretagne jusqu'au Nord-Pas-de-Calais et aux département des Ardennes et de la Meuse, comprenant en plus l'Île-de-France et le nord de la région Centre (Eure-et-Loir, Loir-et-Cher et Loiret), constitue toujours la zone de plus haute fécondité du pays. Et dans ce cadre la région des Pays de la Loire est avec la Picardie la plus performante.

### Évolution récente de la fécondité
Les données de fécondité postérieures à 2004 sont très fragmentaires. L'INSEE Bretagne nous révèle cependant qu'en 2005, la fécondité a dépassé le seuil du taux de fécondité de 2,0 dans 5 régions, avec en tête les Pays de la Loire. Il s'agit en outre du Nord-Pas-de-Calais, de la Picardie, de la Franche-Comté et de la région Centre. Les Pays de la Loire confortent ainsi leur première place au sein des régions les plus fécondes du pays.
Pour l'année 2007, les indicateurs conjoncturels de fécondité sont, par départements, les suivants :
- Loire Atlantique: 2,04
- Maine-et-Loire 2,10
- Mayenne: 2,21
- Sarthe: 2,07
- Vendée: 2,21

Si pour 2007, la France avait un taux de 1,96, pour la région des Pays de la Loire, cet indicateur était à 2,09. Cela signifie que la région voyait ses générations renouvelées, fait très rare en Europe des 27. On notera plus particulièrement la bonne prestation de la Mayenne et de la Vendée.

## Immigration

### Étrangers et immigrés
Est défini comme  « immigré » une personne résidant en France, né étranger à l'étranger. Il peut être devenu français par acquisition ou avoir gardé sa nationalité étrangère. Par contre le groupe des étrangers est constitué par l'ensemble des résidents ayant une nationalité étrangère, qu'ils soient nés en France ou hors de France.
Les Français de naissance nés hors de France ne sont pas des immigrés.
Note :
Le code de la nationalité française déclare que toute personne née d'au moins un parent français est française à la naissance (par filiation). Est également française à la naissance, toute personne née en France d'au moins un parent lui-même né en France (double droit du sol). Ainsi donc tout enfant d'un étranger né lui-même en France est français de plein droit.
Les enfants nés en France de parents étrangers nés tous deux à l'étranger sont donc étrangers, mais deviennent Français de plein droit à 18 ans, s'ils y résident et y ont résidé de manière continue ou discontinue pendant cinq années depuis l'âge de 11 ans et s'ils ne désirent pas conserver leur nationalité d'origine. Cependant le mineur de 16 ans accomplis peut faire la demande d'acquisition anticipée de la nationalité sans l'accord de ses parents et sous les mêmes conditions de durée de résidence en France durant cinq années depuis l'âge de 11 ans. De plus, dès l'âge de 13 ans, les parents peuvent demander la nationalité française pour leur enfant, avec son accord (sous condition d'avoir résidé cinq ans en France depuis l'âge de 8 ans).
Au premier janvier 2005, la population étrangère de la région était estimée à 57.000 personnes, soit 1,7 % de la population totale. Les immigrés, quant à eux étaient au nombre de 87.000 (2,6 % de la population).

### Les immigrés
Pendant longtemps, jusqu'aux années 1970, l'ouest de la France, prolifique et essentiellement agricole accueillit très peu d'immigrants, étrangers ou non. À cette époque l'immigration en France était avant tout composée de travailleurs industriels, or la région était une terre essentiellement agricole, et le peu d'industrie qui s'y était installé trouvait sur place la main d'œuvre nécessaire. Comme les régions environnantes, les Pays de la Loire étaient une terre d'émigration, alimentant notamment la région parisienne. Au total une faible immigration de travailleurs étrangers s'était quand même installée dans quelques centres industriels comme Nantes, Saint-Nazaire, Angers, Le Mans ou Cholet. En 1975, année de l'arrêt de l’immigration massive de main-d’œuvre en France, la région comptait ainsi à peine 1,2 % d'immigrés. Dès ce moment c'est l'immigration pour regroupement familial ou motifs politiques qui va prendre le pas. L'attractivité objective de la région se renforçant peu à peu, les immigrés seront 1,9 % en 1999, soit 62 400 personnes. On compte alors 42 800 étrangers. 42 % des immigrés sont devenus français par acquisition. Les principaux groupes d'immigrés sont les Portugais, les Marocains et les Algériens. On y trouve aussi, en plus grand nombre que de coutume des ressortissants de l'ancienne Indochine française et des Africains noirs. Parmi les Européens, il y a existence d'un courant d'origine britannique (plus ou moins 200 immigrants par an).
| Origine              | Immigrés arrivés entre 1990 et 1999 | Total des immigrés en 1999 | Immigrés en 1999             | Immigrés en 1999      |
| Origine              | Immigrés arrivés entre 1990 et 1999 | Total des immigrés en 1999 | Pourcentage Pays de la Loire | Pourcentage métropole |
| -------------------- | ----------------------------------- | -------------------------- | ---------------------------- | --------------------- |
| Européens            | 5 490                               | 23 738                     | 38,0                         | 44,9                  |
| --dont Britanniques  | 1 688                               | 2 988                      | 4,8                          | 1,7                   |
| -- dont Portugais    | 387                                 | 7 228                      | 11,6                         | 13,3                  |
| -- dont Espagnols    | 250                                 | 2 561                      | 4,1                          | 7,3                   |
| Africains            | 5 733                               | 24 063                     | 38,6                         | 39,3                  |
| --dont Marocains     | 1 088                               | 8 285                      | 13,3                         | 12,1                  |
| -- dont Algériens    | 1 337                               | 5 795                      | 9,3                          | 13,3                  |
| -- dont Tunisiens    | 292                                 | 2 591                      | 4,2                          | 4,7                   |
| -- Afrique noire     | 3 015                               | 7 392                      | 11,8                         | 9,2                   |
| --dont Madagascar    | 327                                 | 963                        | 1,5                          | 0,7                   |
| -- dont Sénégal      | 247                                 | 938                        | 1,5                          | 1,2                   |
| -- dont Cameroun     | 380                                 | 696                        | 1,1                          | 0,6                   |
| -- Côte d'Ivoire     | 206                                 | 541                        | 0,7                          | 0,9                   |
| Asiatiques           | 2 477                               | 10 941                     | 17,5                         | 12,8                  |
| --dont Turcs         | 617                                 | 3 113                      | 5,0                          | 4,0                   |
| -- dont Vietnamiens  | 588                                 | 1 830                      | 2,9                          | 1,7                   |
| Américains Océaniens | 1 741                               | 3 673                      | 5,9                          | 3,0                   |
| Total                | 15 441                              | 62 415                     | 100,0                        | 100,0                 |

On constate en 1999, une arrivée d'Espagnols et d'Algériens nettement moindre que dans l'ensemble de la métropole, mais une arrivée de ressortissants d'Afrique noire nettement supérieure à la moyenne française, et en particulier en ce qui concerne Madagascar, le Cameroun et la Côte d'Ivoire.

### Immigration de conjoints et de femmes
Actuellement, les principaux motifs d’immigration relèvent de la vie privée et familiale, qui représente principalement l'immigration de conjoints étrangers venus rejoindre en France un(e) citoyen(ne) français(e), catégorie qui représente 64 % des arrivées en Pays de la Loire hors Europe. Ainsi, les mariages mixtes représentent désormais la majeure partie des nouvelles entrées de migrants permanents hors union européenne, contre moins d’un tiers au niveau national.
De 1990 à 1999, 42 % des arrivants avaient moins de 25 ans. Il y avait 8 500 femmes pour 6 900 hommes parmi les nouveaux immigrés. Entre les âges de 20 et 35 ans, on comptait trois femmes pour deux hommes.
Soulignons enfin le poids relativement important de l'immigration d'Afrique noire au sein de l'immigration locale. Les ressortissants de ces pays représentaient 19,5 % du total des immigrants de la période, contre 15,3 % pour la France entière.
Et ce nouveau type d'immigration semble continuer de façon encore plus intense depuis 1999
Effectif annuel moyen de l'immigration hors Union Européenne (à 15) de 1999 à 2003
Note :
Est défini comme« regroupement familial », l'immigration du conjoint et des enfants de moins de 18 ans autorisés à rejoindre le parent ressortissant étranger
Un mariage mixte comporte l'immigration d'un étranger à la suite de son mariage avec un citoyen de nationalité française. Au départ ce conjoint, s'il n'est pas ressortissant de l'Union européenne des quinze, ne reçoit habituellement qu'un titre de séjour valable un an appelé titre Vie privée et familiale.
| Motif d'admission       | Effectif annuel moyen (1999-2003) | Pourcentage Pays de la Loire | Pourcentage métropole |
| ----------------------- | --------------------------------- | ---------------------------- | --------------------- |
| Vie privée et familiale | 995                               | 64                           | 50                    |
| -- dont mariages mixtes | 763                               | 49                           | 29                    |
| Regroupement familial   | 285                               | 18                           | 32                    |
| Travailleurs permanents | 167                               | 11                           | 9                     |
| Réfugiés                | 113                               | 7                            | 9                     |
| Total                   | 1560                              | 100                          | 100                   |

### Les immigrants venus de France
Il s'agit du solde migratoire avec les autres régions métropolitaines. Durant la période 1999-2004, ce solde positif s'est élevé en moyenne à 0,25 % de la population de la région (plus ou moins 8 000 personnes par an, soit 41 000 au total). Entre 1999 et 2004, 181 000 résidents ont quitté la région pendant que 222 000 s’y installaient.
Dans le tableau suivant, les régions voisines des Pays de la Loire ont été regroupés sous la mention "régions voisines". Il s'agit des régions de Bretagne, Centre, Poitou-Charentes et Basse-Normandie.
Les chiffres couvrent la période de cinq ans allant du 1er janvier 1999 au 1er janvier 2004 :
| Régions          | Immigration depuis | Émigration vers | Solde migratoire |
| ---------------- | ------------------ | --------------- | ---------------- |
| Île-de-France    | 69 000             | 40 000          | +29 000          |
| Régions voisines | 71 000             | 68 000          | +3 000           |
| -- dont Bretagne | 34 000             | 38 000          | -4 000           |
| Autres régions   | 82 000             | 73 000          | +9 000           |
| Total            | 222 000            | 181 000         | +41 000          |

Cependant un nombre important de jeunes adultes quittent la région, surtout à destination de la région parisienne. Entre 1999 et 2004, les Pays de la Loire ont ainsi compté 17 000 départs nets de personnes de 20 à 29 ans. Par contre les échanges migratoires sont excédentaires pour toutes les autres tranches d’âges : + 32 000 pour les actifs de 30 à 59 ans, + 15 000 pour les enfants et + 11 000 pour les personnes âgées de 60 ans et plus.

### Répartition des naissances par nationalité de la mère
Les chiffres suivants sont fournis par l'INSEE pour l'année 2004 :
|                  | Ensemble | Françaises | Étrangères | Étrangères | Étrangères | Étrangères | Étrangères | Étrangères | Étrangères |
| Total étrangères | Ensemble | Françaises | Algérie    | Espagne    | Italie     | Portugal   | Maroc      | Tunisie    |            |
| ---------------- | -------- | ---------- | ---------- | ---------- | ---------- | ---------- | ---------- | ---------- | ---------- |
| Loire-Atlantique | 15 988   | 15231      | 757        | 114        | 14         | 7          | 30         | 71         | 36         |
| Maine-et-Loire   | 10 085   | 9 717      | 368        | 22         | 5          | 3          | 14         | 55         | 14         |
| Mayenne          | 3 932    | 3 802      | 130        | 19         | 0          | 2          | 3          | 20         | 1          |
| Sarthe           | 6 935    | 6 692      | 243        | 14         | 2          | 2          | 8          | 64         | 9          |
| Vendée           | 7 062    | 6 967      | 95         | 5          | 2          | 1          | 6          | 16         | 0          |
| Pays de la Loire | 44 002   | 42 409     | 1 593      | 174        | 23         | 15         | 61         | 226        | 60         |
| -- légitimes     | 23 219   | 22 085     | 1 134      | 146        | 12         | 5          | 36         | 202        | 57         |
| -- hors-mariage  | 20 783   | 20 324     | 459        | 28         | 11         | 10         | 25         | 24         | 3          |

Il y a fort peu de naissances de mère étrangère dans la région (plus ou moins 3,6 % du total), ceci bien sûr en relation avec leurs faibles effectifs. Comme presque partout ailleurs en France, le nombre de naissances de mère espagnole et italienne est quasi insignifiant. Il y a également fort peu de naissances de mère portugaise, ce qui est lié à la faible présence de cette nationalité dans la région. Enfin on relève à peine 1 % de naissances de mère maghrébine.
Les naissances légitimes sont encore majoritaires dans la région.

## Les mariages
En 2004, on a enregistré 14.112 mariages en Pays de la Loire, dont :
- 12.829 entre deux conjoints français
- 94 entre conjoints étrangers
- 434 mariages mixtes entre époux français et épouse étrangère
- 755 mariages mixtes entre épouse française et époux étranger

Ventilation des mariages mixtes
|                  | Total mariages mixtes | Nationalité du conjoint étranger | Nationalité du conjoint étranger | Nationalité du conjoint étranger | Nationalité du conjoint étranger |
| Italienne        | Total mariages mixtes | Espagnole                        | Portugaise                       | Algérienne                       |                                  |
| ---------------- | --------------------- | -------------------------------- | -------------------------------- | -------------------------------- | -------------------------------- |
| Époux français   | 434                   | 3                                | 4                                | 8                                | 21                               |
| Épouse française | 755                   | 7                                | 2                                | 22                               | 162                              |

Source :.
Compte tenu du très faible nombre d'étrangers dans la région (42 800 en 1999), le nombre de mariages mixtes est vraiment très élevé en Pays de la Loire, ce qui correspond aux nouvelles tendances de l'immigration régionale basées sur les mariages mixtes et décrites plus haut (voir paragraphe concernant les immigrés). On assiste à une fusion rapide des étrangers au sein du creuset français. En effet sur 1.377 conjoints étrangers ayant contracté mariage, 1.189 (soit plus de 86 %) l'avaient fait dans des mariages mixtes. Le nombre d'étrangers en date du premier janvier 2005 étant estimé à 57.000 personnes, le taux de nuptialité au sein du groupe des étrangers atteint ainsi des sommets étonnants dans la région.

## Projections de population à l'horizon 2030-2040
D'après les calculs de l'Insee, si les tendances actuelles (de 2005) se maintiennent, la population devrait atteindre 3 949 000 habitants en 2030. Pour cela il faudrait que la fécondité, la baisse de la mortalité et les courants migratoires se maintiennent tels qu'en 2005. C'est donc une augmentation de 563 000 résidents que l'on prévoit entre 2005 et 2030, soit 16,6 %. Cependant le taux d'augmentation sera fort différent pour chacun des départements.
| Département      | Population en milliers | Population en milliers | Population en milliers |
| Département      | en 2005                | en 2030                | en 2040                |
| ---------------- | ---------------------- | ---------------------- | ---------------------- |
| Loire-Atlantique | 1 203                  | 1 477                  | 1 630                  |
| Maine-et-Loire   | 752                    | 819                    | 940                    |
| Mayenne          | 297                    | 326                    | 340                    |
| Sarthe           | 550                    | 601                    | 640                    |
| Vendée           | 585                    | 726                    | 840                    |
| Pays de la Loire | 3 386                  | 3 949                  | 4 389                  |

Source : Insee,.

## Les principales aires urbaines &espace urbain
Les espaces urbains des Pays de la Loire et Bretagne sont les plus importants en nombre, sur les 30 premiers espaces urbains neuf font partie d'une de ces deux régions.
espace urbain de Nantes-Saint-Nazaire 1 006 306 Rennes 896 446
Espace urbain de Lorient-Vannes 340 260
Espace urbain du Mans 339 077
Espace urbain d'Angers 332 624
Brest 326 516
Espace urbain du Sud-Finistère 187 485
Saint-Brieuc 158 616
Espace urbain de La Roche-sur-Yon-Les Sables-d'Olonne 141 108
Les populations suivantes se réfèrent aux aire urbaines dans leur extension définie lors du recensement de 1999.
Entre 1990 et 1999, la région avait gagné près de 165 000 habitants. Nantes s'en attribue pas moins de 65 000 (40 %) et Angers 24 000 (près de 15 %). Angers et Nantes bénéficient d'une forte population étudiante grâce à de très bonnes infrastructures, ce qui n'est pas le cas des autres grandes villes de cette région. Le Mans progresse également avec 16 000 habitants supplémentaires. La ville reste durant la fin des années 1990, sous l'influence nocive de la désindustrialisation. De toute évidence la population se concentre dans les trois aires urbaines les plus importantes, ainsi que dans quelques entités plus petites mais très dynamiques, en Vendée surtout (notamment La Roche-sur-Yon et des Sables-d'Olonne).
L'aire urbaine de Nantes connaît une période de dynamisme démographique entre 1990 et 1999, comparable dans le grand Ouest à ce qui se produit à Rennes dans la même période.
| Aires urbaines        | Date du recensement | Date du recensement | Date du recensement | Date du recensement | Date du recensement | Date du recensement |                              |
| Aires urbaines        | 1982                | 1990                | 1999                | 2007                | 2008                | 2010                | Code insee aire urbaine 2010 |
| --------------------- | ------------------- | ------------------- | ------------------- | ------------------- | ------------------- | ------------------- | ---------------------------- |
| Nantes                | 597 734             | 644 317             | 711 241             | 768 305             | 772 406             | 862 111             | insee 008                    |
| Angers                | 283 473             | 308 387             | 332 737             | 345 788             | 345 071             | 394 710             | insee 023                    |
| Le Mans               | 276 684             | 283 849             | 293 094             | 304 938             | 305 949             | 338 981             | insee 028                    |
| Saint-Nazaire         | 163 299             | 166 586             | 172 421             | 186 195             | 185 787             | 207 559             | insee 046                    |
| Laval                 | 92 009              | 97 758              | 102 560             | 109 727             | 110 952             | 119 475             | insee 069                    |
| La Roche-sur-Yon      | 86 233              | 90 893              | 98 179              | 109 454             | 111 488             | 113 619             | insee 075                    |
| Cholet                | 72 379              | 74 309              | 74 068              | 74 716              | 74 517              | 103 289             | insee 084                    |
| Les Sables-d'Olonne   | 35 318              | 38 769              | 42 950              | 47 272              | 47 455              | 47 401              | insee 152                    |
| Saumur                | 48 399              | 47 853              | 47 504              | 46 430              | 46 653              | 45 285              | insee 158                    |
| Sablé-sur-Sarthe      | 24 398              | 26 005              | 28 276              | 30 440              | 30 440              | 31 102              | insee 195                    |
| Fontenay-le-Comte     | 25 544              | 25 399              | 24 935              | 26 625              | 26 644              | 27 642              | insee 205                    |
| Mayenne               | 23 033              | 24 050              | 25 254              | 26 407              | 26 373              | 27 579              | insee 206                    |
| Saint-Hilaire-de-Riez | 16 935              | 19 323              | 22 207              | 26 549              | 26 987              | 27 212              | insee 209                    |
| Challans              | 12 845              | 14 203              | 16 136              | 18 035              | 18 338              | 25 507              | insee 226                    |
| Château-Gontier       | 19 004              | 20 381              | 21 528              | 22 987              | 23 349              | 24 843              | insee 227                    |
| Châteaubriant         | 24 115              | 23 334              | 22 423              | 23 827              | 23 722              | 24 125              | insee 229                    |
| Ancenis               | 16 580              | 17 134              | 17 390              | 19 801              | 20 220              | 10 211              | insee 375                    |
| La Flèche             | 16 929              | 17 294              | 17 657              | 18 182              | 18 357              | 17 122              | insee 277                    |
| Saint-Brevin-les-Pins | 13 880              | 14 312              | 16 335              | 20 189              | 21 224              | 21 607              | insee 245                    |
| La Ferté-Bernard      | 16 113              | 16 601              | 16 931              | 17 852              | 17 953              | 21 298              | insee 247                    |
| Pornic                | 11 196              | 12 382              | 14 940              |                     |                     | 17 886              | insee 273                    |
| Clisson               | 12 612              | 13 637              | 14 427              | 16 737              | 17 032              |                     |                              |
| Les Herbiers          | 12 049              | 13 413              | 13 937              | 14 893              | 14 811              | 17 494              | insee 279                    |
| Montaigu              | 9 682               | 10 330              | 11 451              |                     |                     | 12 977              | insee 329                    |
| Saint-Jean-de-Monts   | 8 461               | 9 019               | 10 227              |                     |                     | 12 047              | insee 347                    |
| Luçon                 | 10 516              | 10 890              | 11 180              |                     |                     | 11 930              | insee 348                    |
| Segré                 | 10 720              | 10 293              | 10 342              | 10 898              | 11 003              | 10 393              | insee 371                    |

## Densité de population
En 2021, la densité était de 120,1 hab./km2.
| 1968 |  | 80.5 |  |

| 1975 |  | 86.3 |  |

| 1982 |  | 91.3 |  |

| 1990 |  | 95.4 |  |

| 1999 |  | 100.4 |  |

| 2010 |  | 111.3 |  |

| 2015 |  | 115.9 |  |

| 2021 |  | 120.1 |  |

## Répartition par sexes et tranches d'âge
La population de la région est plus âgée qu'au niveau national.
En 2021, le taux de personnes d'un âge inférieur à 30 ans s'élève à 35,1 %, soit au-dessus de la moyenne nationale (35,1 %). À l'inverse, le taux de personnes d'âge supérieur à 60 ans est de 27,3 % la même année, alors qu'il est de 26,6 % au niveau national.
En 2021, la région comptait 1 878 626 hommes pour 1 975 373 femmes, soit un taux de 51,26 % de femmes, légèrement inférieur au taux national (51,61 %).
Les pyramides des âges de la région et de la France s'établissent comme suit.
| Hommes | Classe d’âge | Femmes |
| ------ | ------------ | ------ |
| 0,8    | 90 ou +      | 2,1    |
| 7,2    | 75-89 ans    | 9,7    |
| 16,9   | 60-74 ans    | 17,9   |
| 19,7   | 45-59 ans    | 19     |
| 18,6   | 30-44 ans    | 17,9   |
| 17,9   | 15-29 ans    | 16,2   |
| 19     | 0-14 ans     | 17,2   |

| Hommes | Classe d’âge | Femmes |
| ------ | ------------ | ------ |
| 0,7    | 90 ou +      | 1,9    |
| 7,0    | 75-89 ans    | 9,5    |
| 16,6   | 60-74 ans    | 17,5   |
| 20,0   | 45-59 ans    | 19,5   |
| 18,8   | 30-44 ans    | 18,3   |
| 18,3   | 15-29 ans    | 16,7   |
| 18,6   | 0-14 ans     | 16,7   |

## Répartition par catégories socioprofessionnelles
La catégorie socioprofessionnelle des ouvriers est surreprésentée par rapport au niveau national. Avec 14,5 % en 2021, elle est 2,8 points au-dessus du taux national (11,7 %). La catégorie socioprofessionnelle des autres personnes sans activité professionnelle est quant à elle sous-représentée par rapport au niveau national. Avec 13,6 % en 2021, elle est 3,4 points en dessous du taux national (17 %).
| Catégorie socioprofessionnelle                    | 2015      | 2015 | 2021      | 2021 | Détails de l'année 2021 | Détails de l'année 2021 | Détails de l'année 2021            | Détails de l'année 2021            | Détails de l'année 2021            |
| Catégorie socioprofessionnelle                    | Nb        | %    | Nb        | %    | Hommes                  | Femmes                  | Part en % de la population âgée de | Part en % de la population âgée de | Part en % de la population âgée de |
| Catégorie socioprofessionnelle                    | Nb        | %    | Nb        | %    | Hommes                  | Femmes                  | 15 à 24 ans                        | 25 à 54 ans                        | 55 ans ou +                        |
| ------------------------------------------------- | --------- | ---- | --------- | ---- | ----------------------- | ----------------------- | ---------------------------------- | ---------------------------------- | ---------------------------------- |
| Agriculteurs exploitants                          | 39 061    | 1,3  | 35 426    | 1,1  | 26 676                  | 8 750                   | 0,2                                | 1,6                                | 0,9                                |
| Artisans, commerçants, chefs d'entreprise         | 100 789   | 3,4  | 110 098   | 3,4  | 75 472                  | 34 626                  | 0,6                                | 5,8                                | 1,8                                |
| Cadres et professions intellectuelles supérieures | 220 659   | 7,3  | 271 830   | 8,5  | 160 323                 | 111 506                 | 2,0                                | 15,1                               | 3,7                                |
| Professions intermédiaires                        | 425 540   | 14,2 | 462 394   | 14,5 | 213 166                 | 249 228                 | 9,1                                | 25,2                               | 4,7                                |
| Employés                                          | 475 962   | 15,8 | 475 055   | 14,9 | 104 663                 | 370 392                 | 15,1                               | 22,9                               | 6,1                                |
| Ouvriers                                          | 461 176   | 15,3 | 462 495   | 14,5 | 352 467                 | 110 027                 | 16,4                               | 22,5                               | 5,1                                |
| Retraités                                         | 877 540   | 29,2 | 941 354   | 29,5 | 427 611                 | 513 743                 | 0,0                                | 0,1                                | 71,6                               |
| Autres personnes sans activité professionnelle    | 404 041   | 13,4 | 435 681   | 13,6 | 179 642                 | 256 039                 | 56,6                               | 6,7                                | 6,1                                |
| Ensemble                                          | 3 004 769 | 100  | 3 194 332 | 100  | 1 540 021               | 1 654 312               | 100                                | 100                                | 100                                |
| Sources : Insee,.                                 |           |      |           |      |                         |                         |                                    |                                    |                                    |